# 鼓机

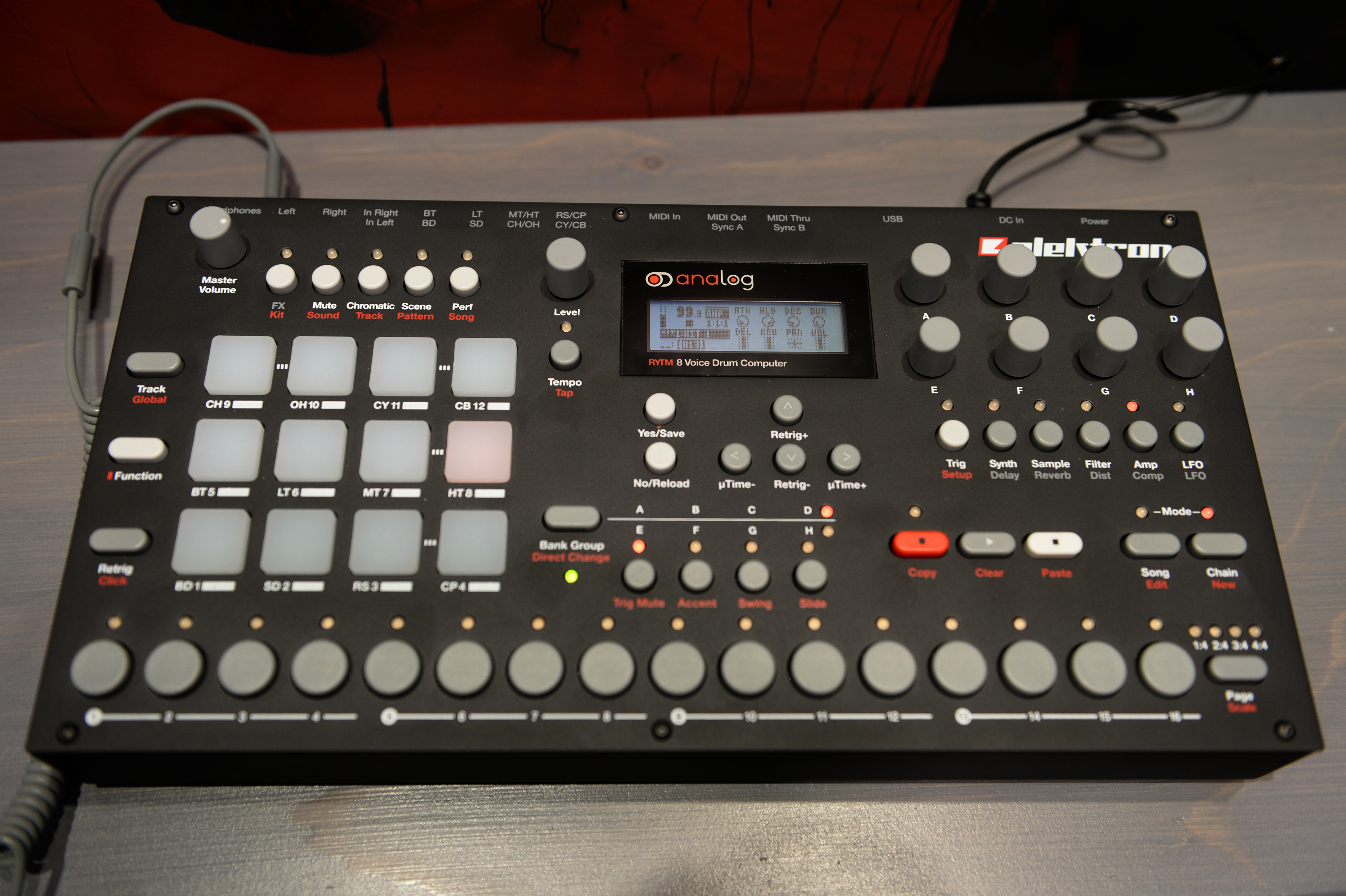
埃莱克特龙 (公司)（Elektron）电子模拟节奏鼓机

鼓机（英語：Drum machine）是一种可以产生打击乐声、鼓点和节奏型的电子乐器。鼓机可以模仿架子鼓或其他打击乐器，也可以产生独特的声音，例如合成电子音调。鼓机通常预编了流行音乐、摇滚乐和舞曲等流行流派和风格的节奏和模式。大多数2010年代和2020年代制造的现代鼓机还允许用户编写自己的节奏和节拍。鼓机可以使用模拟合成来创建声音，也可以播放预先录制的样本。
虽然鼓机（可以播放预编程或用户编程的节拍或模式）和电子鼓（具有可以像原声鼓一样敲击和演奏的打击垫）之间通常会有所区别，但有些鼓机配有按钮或打击垫，允许表演者“现场”演奏鼓声，既可以在已编程的鼓点上演奏，也可以作为独立表演。鼓机具有多种功能，从循环播放短节拍模式到能够编程或录制带有节拍和风格变化的复杂歌曲编排。
鼓机对20世纪的流行音乐产生了深远的影响。1980年推出的罗兰TR-808对舞曲，尤其是电子舞曲和嘻哈音乐的发展产生了重大影响。它的继任者TR-909于1983年推出，对科技舞曲和浩室音乐产生了重大影响。